# Día Internacional de la Cardiología Intervencionista
El Día Internacional de la Cardiología Intervencionista  es una jornada que se celebra anualmente el 16 de septiembre desde 2022, fue promulgada por la Asamblea General de la ONU en ese mismo año.

## Proclamación
El Día Internacional de la Cardiología Intervencionista fue proclamado por la Asamblea General de las Naciones Unidas a iniciativa de Argentina el 2 de septiembre de 2022. La resolución fue adoptada para aumentar la conciencia sobre las enfermedades cardiovasculares y la importancia de las intervenciones médicas que salvan vidas, como las angioplastias coronarias. La proclamación tiene como objetivo educar al público sobre la prevención y tratamiento de las enfermedades cardiovasculares, así como destacar los avances médicos y tecnológicos en el campo de la cardiología intervencionista. Este día se enfoca en la promoción de la salud cardiovascular, la prevención de complicaciones y la mejora de la calidad de vida de los pacientes a través de la educación y la difusión de información relevante.

## Celebración
Este día se celebra el 16 de septiembre para conmemorar la primera angioplastia coronaria realizada por el Dr. Andreas Grüntzig en 1977. Este procedimiento ha salvado innumerables vidas al tratar eficientemente problemas de miocardio. La primera celebración oficial del día se llevó a cabo el mismo año de su proclamación, destacando la importancia de las innovaciones médicas en la cardiología. Durante este día, se organizan conferencias, talleres y actividades educativas para promover la importancia de las intervenciones cardiovasculares y la prevención de enfermedades cardiacas.